# The Return of the Seven and Other Themes
The Return of the Seven and Other Themes è un album del chitarrista statunitense Al Caiola, pubblicato dalla United Artists Records nel gennaio 1967 .

## Tracce
LP (1967, United Artists Records, UAL 3560/UAS 6560)
Lato A
1. Return of the Seven – 2:19 (musica: Elmer Bernstein) – dal film Return of the Seven
2. Theme from "The Sand Pebbles" – 2:43 (musica: Jerry Goldsmith) – dal film The Sand Pebbles
3. The Spies – 2:21 (musica: Max Harris) – dalla serie TV The Spies
4. Penelope – 2:26 (testo: Leslie Bricusse – musica: John Williams) – dal film Penelope
5. When the Day Is All Done (Foyo) – 2:08 (musica: Andrew Tracey, Paul Tracey, Will Holt) – dal musical Wait a Minim
6. Strangers in the Night – 3:05 (testo: Eddie Snyder, Charles Singleton – musica: Bert Kaempfert)

Lato B
1. Rat Patrol (Main Theme) – 2:20 (musica: Dominic Frontiere) – dalla serie televisiva Rat Patrol
2. Theme from "Maya" – 3:12 (musica: Riz Ortolani) – dal film Maya
3. Cast a Giant Shadow – 2:25 (testo: Ernie Sheldon – musica: Elmer Bernstein) – dal film Cast a Giant Shadow
4. The Flame and the Fire – 2:10 (musica: Michael Colicchio) – dal film-documentario The Flame and the Fire
5. Duel at Diablo – 2:08 (testo: Ernie Sheldon – musica: Neal Hefti) – dal film Duel at Diablo

## Musicisti
- Al Caiola – chitarra, arrangiamenti, conduttore orchestra
- Componenti orchestra non accreditati

### Produzione
- Leroy Holmes – produzione [3]